# Vernon De Marco
Vernon De Marco, né le 18 novembre 1992 à Córdoba en Argentine, est un footballeur international slovaque, qui possède aussi la nationalité argentine. Il joue au poste de défenseur central ou d'arrière gauche à l'Apollon Limassol.

## Biographie

### En club
Il parle couramment six langues : l'espagnol, le slovaque, l'anglais, l'allemand, le polonais et le portugais.
En 2011, Vernon De Marco rejoint le CE Constància en quatrième division espagnole.
En 2012, il rallie le Zemplín Michalovce en deuxième division slovaque. En 2015, De Marco et ses coéquipiers sont sacrés champions et sont promus à l'échelon supérieur.
En 2016, il rejoint le Slovan Bratislava, le club slovaque le plus titré.
En 2017, il est prêté au club polonais du Lech Poznań. Même s'il n'a joué que deux matchs avec l'équipe première, son prêt est prolongé d'une saison en 2018 sous l’initiative du nouvel entraîneur Ivan Đurđević.
Lors de la saison 2020-2021, il est élu meilleur latéral gauche du championnat de Slovaquie.
En 2023, sept ans après son arrivée au club, De Marco quitte le Slovan Bratislava, faute d'avoir trouvé un accord financier avec la direction pour prolonger. Il a notamment remporté quatre championnats de Slovaquie et trois coupes de Slovaquie.

### En sélection
En mai 2021, De Marco, qui possède aussi un passeport espagnol, obtient la nationalité slovaque, et devient éligible à la sélection. Il est convoqué pour la première fois en équipe nationale au mois de septembre 2021. Le 14 novembre 2021, il honore sa première sélection en équipe de Slovaquie face à Malte dans le cadre des qualifications à la Coupe du monde 2022. Entré en jeu à la place de Dávid Hancko à la 70e minute de jeu, il inscrit un but deux minutes seulement après son entrée en jeu.
Le 7 juin 2024, il figure dans la liste des 26 joueurs slovaques retenus par Francesco Calzona pour participer à l'Euro 2024.

## Palmarès
- Zemplín Michalovce
  - Vainqueur du Championnat de Slovaquie de deuxième division en 2015

- Slovan Bratislava
  - Vainqueur du Championnat de Slovaquie en 2020, 2021, 2022 et 2023
  - Vainqueur de la Coupe de Slovaquie en 2017, 2020 et 2021